# 兵庫県道728号但馬空港インター線
兵庫県道728号但馬空港インター線（ひょうごけんどう728ごう たじまくうこうインターせん）は、兵庫県豊岡市を通る一般県道である。

## 概要
豊岡市上佐野に所在する北近畿豊岡自動車道の但馬空港ICから国道312号に至る。兵庫県道50号但馬空港線の但馬空港ICから終点を引き継ぐかたちで2024年（令和6年）7月5日に路線認定された。

### 路線データ
県道の認定告示に基づく整理番号、路線名、起終点および重要な経過地は次のとおり。
- 整理番号：728
- 路線名：但馬空港インター線
- 起点：但馬空港インター（豊岡市上佐野、但馬空港インター前交差点、北近畿豊岡自動車道 但馬空港IC）
- 終点：豊岡市上佐野（但馬空港交差点、国道312号交点）
- 重要な経過地：なし
- 総延長：1.623 km[1]

## 歴史
- 2024年（令和6年）
  - 7月5日 - 兵庫県告示第643号により本路線が認定[2][3]。
  - 9月20日 - 兵庫県告示第886号により兵庫県道50号但馬空港線の但馬空港ICから豊岡市上佐野の区域が除外され、兵庫県告示第885号により本路線の区域が決定[1]。
  - 9月23日 - 豊岡出石IC開通と同時に兵庫県道50号但馬空港線の豊岡市岩井 - 戸牧（とべら）間の供用が廃止され、本路線の供用が開始[1][4]。

## 地理

### 通過する自治体
- 兵庫県
  - 豊岡市

### 交差する道路
| 交差する道路           | 交差する場所 | 交差する場所                               |
| ---------------------- | ------------ | ------------------------------------------ |
| E72 北近畿豊岡自動車道 | 上佐野       | 但馬空港インター前交差点 / 起点 但馬空港IC |
| 国道312号              | 上佐野       | 但馬空港交差点 / 終点                      |

### 交差する鉄道
- 山陰本線

### 沿線
- 但馬飛行場（起点付近）
- 円山川